# うがい

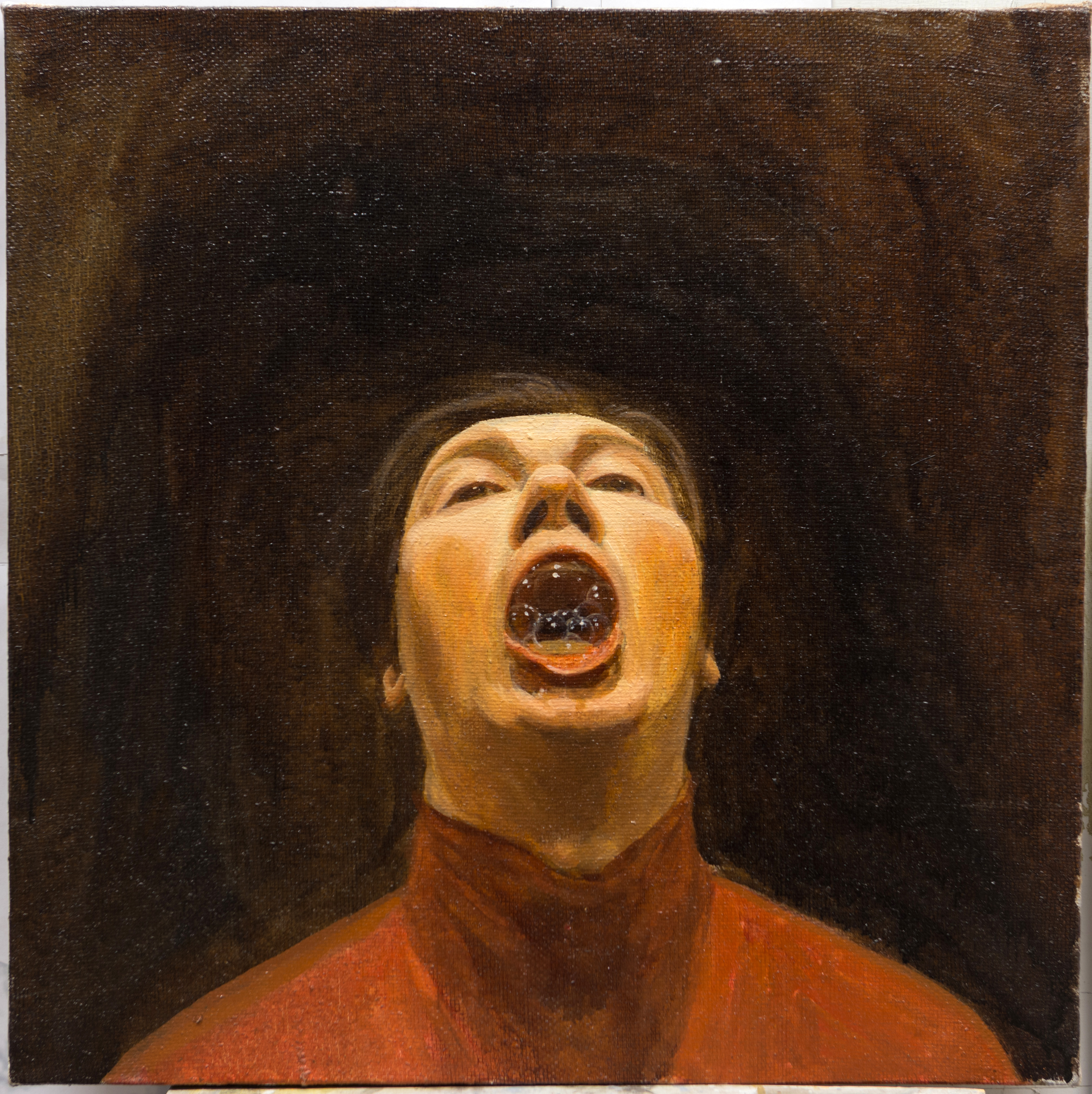
うがいする人を描いた絵画

うがい（嗽、gargling, mouth rinse, mouthwash）とは、水などをふくんで口やのどをすすぐこと。洗口、含嗽ともいう。

## 概説
欧米では風邪の予防法としてのうがいは科学的根拠が明らかでないとして推奨されていない。1918年の文献にうがいを推奨するものがあるが、欧米では風邪予防のうがいは習慣とはなっていない。
日本では上気道炎の予防にうがいによる効果があったとの報告があり帰宅時のうがいなどが推奨されている。日本では、調査によって、緑茶や水でうがいをするのは効果がある、ということが明らかになっている（後述）。
うがいは、インフルエンザに関しては効果は期待できない。
うがいの語源は鵜飼とする説がある。うがいの所作が鵜飼のウに似ていることに由来し、1444年（文安元年）に成立した国語辞典「下学集」には「鵜飼嗽也」とあり鵜飼（うがい）が口をすすぐことを意味するとの記述がある。かつては「口すすぎ」と呼ばれていたこともある。

## うがいの種類
うがいには、口をすすぐうがい（ブクブクうがい）と喉をすすぐうがい（ガラガラうがい）、鼻を洗ううがい（鼻うがい）がある。ただし、欧米では喉をすすぐうがい（ガラガラうがい）は一般的ではない。

### 口内の洗浄
ブクブクうがいとも呼ばれる。水を含んで口を閉じ、頬を膨らませたり元に戻したりを交互に素早く行ってすすぐ。洗口とも。

### 咽喉の洗浄
ガラガラうがいとも呼ばれる。水を含んで口を開け、頭部を後ろに傾け（＝上を向いて）息を吐く。含嗽とも。

### 鼻腔の洗浄
鼻うがい、鼻洗浄とも呼ばれる。鼻から生理食塩水 (塩水) を吸い込んで鼻腔を洗浄する。生理食塩水の働きは完全には解明されていないが、おそらく粘液 (鼻水) の層を薄くしてはがれやすくし、また炎症を引き起こすアレルゲン（草や木の花粉、カビ、イエダニや動物の鱗屑(皮膚からはがれたフケ)）を鼻から取り除く効果があると考えられている。
花粉症や風邪などでおこる鼻づまり・鼻水・ムズムズ感などのトラブルの原因となる鼻腔内の花粉・ハウスダスト・雑菌などを取り除く、とされる。

## うがいの文化

### 日本
日本では平安時代後期の『中外抄』や鎌倉時代初期の『水鏡』にうがいの記述がある。

### 欧米
うがいのマナー、エチケットに関して言うと、欧米では人前や食事の時間帯にうがいをすることは下品だと見なされており、うがいをするのはあくまで、独りでバスルームや洗面所にいる時である。

## 効果

### 風邪予防
京都大学教授川村孝のグループが、被験者を「うがいをしない群」「水うがい群」「ヨード液うがい群」に割り付けて、うがいの風邪予防効果を検証した。
その結果は、1か月あたり100人中の発症率は、うがいをしない群26.4人、水うがい群17.0人、ヨード液うがい群23.6人であった。多変量解析で群間のばらつきを揃えると、水うがいをした場合の発症確率はうがいをしない場合に比べ、40%低下となった。一方ヨード液うがいをした場合はうがいをしない場合に比べ、12%の低下にとどまり、統計学的に意味のある抑制効果は認められなかった。
この結果について川村教授は、うがいをすることにより、水の乱流によってウイルスや、埃の中にありウイルスにかかりやすくするプロテアーゼという物質が洗い流されること、水道水に含まれる塩素が何らかの効果を発揮したことなどが考えられ、またヨード液でそれほど効果が出なかったことについては、ヨード液がのどに常在する細菌叢を壊して風邪ウイルスの侵入を許したり、のどの正常細胞を傷害したりする可能性があるとみている。

### 発熱予防
浜松医科大学の野田龍也助教（公衆衛生学）らは、研究者から疑問視されているにもかかわらず、日本国内でうがいが推奨され続けていることを不思議に思い、調査を実施した。調査は、2006年（平成18年）1〜2月の20日間、福岡市の保育所145か所で、2〜6歳の子ども1万9595人を対象に行った。保育所で1日1回以上、水道水や緑茶などでうがいを行ったグループと、行っていないグループに分け、37.5度以上の発熱をした子どもの割合に差があるかどうかを調べた。その結果、うがいをする子どもが発熱する割合は0.4%だったのに対し、うがいをしない子どもは1%が発熱していた。また、緑茶でうがいをした子どもが最も発熱しにくく、食塩水、水道水の順に発熱者の割合が増えた。

### 虫歯予防
コクラン共同計画によれば、フッ化物洗口は永久歯の虫歯を歯面数では平均27%、歯数では平均23%減少する。この効果はフッ化物配合歯磨剤の使用や水道水フッ化物添加環境下においても失われない。また有害事象は、ほとんど報告されていない。

### 急性上気道感染症の症状緩和
コクラン共同計画によれば、鼻洗浄は、鼻汁、咽喉痛、鼻呼吸スコア、鼻づまりなどの症状が有意に減少し、また追加の鼻炎薬の使用も減少する。

### アレルギー性鼻炎の症状緩和
コクラン共同計画によれば、鼻洗浄は、成人も小児も共に、何もしないよりアレルギー性鼻炎の症状緩和に効果があり、また副作用との関連はなさそうである。

### 口臭のコントロール
コクラン共同計画によれば、洗口液には、香料に加えて抗菌剤が含まれており、これらは一般に、中和するものと臭いを隠すものに分類される。中和する成分はさらに、細菌に直接影響を与える成分または細菌が生成する化合物に分類でき、クロルヘキシジン、フェノール、トリクロサン、二酸化塩素、アルコール、および金属イオンがある。最も一般的なものは亜鉛である（Carvalho 2004 ; Farrell 2006）。いくつかの臭気マスキング剤はエッセンシャルオイルで構成されており、これは好ましくない悪臭を隠すことができる可能性がある。
コクラン共同計画によれば、クロルヘキシジンと酢酸亜鉛を含むうがい薬とプラセボうがい薬の場合、OLTスコア（歯科医師による官能検査）のエビデンスは非常に不確実である。

### インフルエンザに関して
東京大学医科学研究所の河岡義裕教授は、「（うがいは）インフルエンザに関しては、意味がないと思います」と効果を否定した。
首相官邸ウェブページでも「インフルエンザを予防する効果については科学的に証明されていません」と掲載しており、世界では有効な風邪の予防法にも掲載されていない。

## 洗口液
洗口液は、マウスウォッシュ（洗口液）とデンタルリンス（液体歯磨）の２種類がある。マウスウォッシュは、口に入れてすすぎ、吐き出す。デンタルリンスは、製品に記載されている使用方法（口に入れてすすいだあとに歯ブラシでブラッシングする、口に含んだまま歯ブラシでブラッシングするなど）を行うことで効果を発揮するもので、歯ブラシでブラッシングすることが必要である。デンタルリンスには「液体ハミガキ」「液体歯磨」と記載されているものもある。デンタルリンスは歯みがき剤の一種であるが、清掃剤（研磨剤）は配合されていないため、練りハミガキに比べ一般的に着色（ステイン）を除去する機能は低い傾向がある。

### 化粧品としての洗口液
化粧品としての洗口液の効果効能は、口の中を浄化、口臭の予防である。

### 医薬部外品としての洗口液
医薬部外品としての洗口液の効果効能は、化粧品の製品に加え、各薬用成分によって、むし歯の予防、歯垢沈着の予防、口臭の予防、歯肉炎の予防がある。

## うがい薬
うがい薬（含嗽薬）には、大別して殺菌消毒用と鎮痛消炎用の2種類がある。
殺菌消毒用の薬は、「風邪の予防」や「口内炎の治療」などが謳われている。主成分はポビドンヨード、塩化セチルピリジニウム、グルコン酸クロルヘキシジン、塩化ベンゼトニウムなど。のどや口腔内に付着した細菌を殺菌する効果があり、口臭除去にも有効である、とされる。だが、上述したように、調査の結果では、ヨード液うがいをした場合はうがいをしない場合に比べ、発症は12%の低下にとどまり、統計学的に意味のある抑制効果は認められなかった。
鎮痛・消炎用のうがい薬は、アズレンスルフォン酸ナトリウム、グリチルリチン酸ジカリウム、塩化リゾチームなどが主成分で、「細菌の付着などで損傷を受けたのどや口腔内の粘膜の炎症を鎮める作用がある」などと謳われている。

### 処方箋医薬品としてのうがい薬
処方箋医薬品としてはポビドンヨードやベンゼトニウム、フラジオマイシンなどが知られている。

### ポビドンヨード
ポビドンヨードの代表薬はイソジン®ガーグルである。咽頭炎、扁桃炎、口内炎、抜歯創を含む口腔創傷の感染予防、口腔内の消毒に対して用いられる。遊離ヨウ素の酸化作用によって蛋白質を変性させて微生物を殺す。ヨード過敏症では使用できない。また長期使用で甲状腺機能低下症となった例も存在する。褐色の液体であるが、チオ硫酸ナトリウム（通称ではハイポエタノール）で脱色することができる。イソジン®ガーグルは2～4mlを約60mlの水で希釈して1日数回含嗽する。新型コロナにも効果が期待されているが、研究中。

### ベンゼトニウム
ベンゼトニウムは陽イオン界面活性剤である。ネオステリン®グリーンが商品名である。口腔内の消毒や抜歯創の感染予防に対して用いる。ポビドンヨードとの違いは、ヨードアレルギーの患者に使用可能であること、洗口後に清涼感があること、口腔粘膜に対する刺激が少なく毒性が低いことが知られている。口腔内の消毒ではネオステリン®グリーン1mlを水で約50mlに50倍希釈して1日数回含嗽する。抜歯創の感染予防ではネオステリン®グリーン1mlを水で約10～20mlに10～20倍希釈して1日数回含嗽する。

### フラジオマイシン
フラジオマイシンはアミノグリコシド系抗生物質である。フラジオマイシン以外にネオマイシンあるいはソフラマイシンという別名もある。デンターグル®が商品名である。抜歯創・口腔手術創の二次感染に対してデンターグル®20mgを3包に水約500mlにして1日数回含嗽する。